# Капачо
Капа̀чо (на италиански: Capaccio) е град и община в Южна Италия, провинция Салерно, регион Кампания. Разположен е на 441 m надморска височина. Населението на общината е 22 570 души (към 2014 г.).